# Matthew Cocking
Matthew Cocking (York, Inglaterra; 1743 - York, Inglaterra; 1799), también conocido como Matthew Cochin, Cockan o Cockings, fue un explorador británico de Canadá.
Llegó al Fuerte York en la Bahía de Hudson en 1765 como empleado de la Compañía de la Bahía de Hudson. El 27 de junio de 1772 fue como voluntario a una exploración a la bifurcación del río Saskatchewan, en el interior de Canadá, para informar de los movimientos de los comerciantes de pieles franceses. Regresó el 18 de junio de 1773. En su informe describió la vida y costumbres de las gentes (como los Pies negros o Siksiká) y los animales salvajes y la vegetación, además de una ruta hasta la Bahía de Hudson
Su informe influyó decisivamente en la Compañía en su decisión de abandonar su política de mantener solamente puestos en la Bahía de Hudson.
Matthew Cocking sirvió como capitán en Fuerte York y Fuerte Severn. Volvió a Inglaterra en 1782.